# Time in a Bottle
Time in a Bottle is een nummer van de Amerikaanse singer-songwriter Jim Croce. Het nummer verscheen op zijn derde album You Don't Mess Around with Jim uit 1972. In november 1973, twee maanden nadat Croce bij een vliegtuigongeluk overleed, werd het nummer uitgebracht op single.

## Achtergrond
Croce schreef "Time in a Bottle" in december 1970 nadat zijn vrouw Ingrid hem vertelde dat zij zwanger was. Oorspronkelijk zou het nummer niet worden uitgebracht als single, maar nadat Croce in september 1973 om het leven kwam bij een vliegtuigongeluk, besloot ABC Records het nummer toch uit te brengen. Er werd juist voor dit nummer gekozen omdat de tekst gaat over sterfelijkheid en de wens om meer tijd te hebben. Voorafgaand aan de single uitgave kreeg het nummer al meer airplay op radiostations en toen het eenmaal uitgebracht was, werd het na "Bad, Bad Leroy Brown" zijn tweede en laatste nummer 1-hit in Croce's thuisland de Verenigde Staten. Nadat de plaat de eerste positie in de hitlijsten verliet, kwam het album You Don't Mess Around with Jim terecht op nummer 1 in de albumlijsten. 
In Nederland werd de plaat destijds wel regelmatig gedraaid op de zeezenders en de publieke radiozenders, echter werden zowel de Nederlandse Top 40 als de Hilversum 3 Top 30 / Daverende Dertig niet bereikt.
In België werden zowel de voorloper van de Vlaamse Ultratop 50 als de Vlaamse Radio 2 Top 30 niet bereikt. Ook in Wallonië werd géén notering behaald.
In 1977 werd "Time in a Bottle" gebruikt als titel van een compilatiealbum bestaande uit Croce's liefdesliedjes.

## NPO Radio 2 Top 2000
| Nummer met noteringen in de NPO Radio 2 Top 2000 | '99 | '00 | '01 | '02 | '03 | '04 | '05 | '06 | '07 | '08 | '09 | '10 | '11 | '12 | '13 | '14 | '15 | '16 | '17 | '18 | '19 | '20 | '21 | '22 | '23 | '24 |
| ------------------------------------------------ | --- | --- | --- | --- | --- | --- | --- | --- | --- | --- | --- | --- | --- | --- | --- | --- | --- | --- | --- | --- | --- | --- | --- | --- | --- | --- |
| Time in a Bottle                                 | 557 | 559 | 599 | 682 | 644 | 592 | 578 | 529 | 719 | 598 | 647 | 543 | 622 | 616 | 360 | 333 | 355 | 424 | 363 | 460 | 432 | 477 | 460 | 437 | 462 | 296 |

1. ↑  Een vetgedrukt getal geeft de hoogste notering aan.

## Evergreen Top 1000
| Evergreen Top 1000 "Time In A Bottle" | Evergreen Top 1000 "Time In A Bottle" | Evergreen Top 1000 "Time In A Bottle" | Evergreen Top 1000 "Time In A Bottle" | Evergreen Top 1000 "Time In A Bottle" | Evergreen Top 1000 "Time In A Bottle" | Evergreen Top 1000 "Time In A Bottle" | Evergreen Top 1000 "Time In A Bottle" | Evergreen Top 1000 "Time In A Bottle" | Evergreen Top 1000 "Time In A Bottle" | Evergreen Top 1000 "Time In A Bottle" | Evergreen Top 1000 "Time In A Bottle" | Evergreen Top 1000 "Time In A Bottle" | Evergreen Top 1000 "Time In A Bottle" | Evergreen Top 1000 "Time In A Bottle" | Evergreen Top 1000 "Time In A Bottle" | Evergreen Top 1000 "Time In A Bottle" |
| Jaar                                  | 2008                                  | 2009                                  | 2010                                  | 2011                                  | 2012                                  | 2013                                  | 2014                                  | 2015                                  | 2016                                  | 2017                                  | 2018                                  | 2019                                  | 2020                                  | 2021                                  | 2022                                  | 2023                                  |
| ------------------------------------- | ------------------------------------- | ------------------------------------- | ------------------------------------- | ------------------------------------- | ------------------------------------- | ------------------------------------- | ------------------------------------- | ------------------------------------- | ------------------------------------- | ------------------------------------- | ------------------------------------- | ------------------------------------- | ------------------------------------- | ------------------------------------- | ------------------------------------- | ------------------------------------- |
| Positie                               | -                                     | 386                                   | 377                                   | 377                                   | 352                                   | 738                                   | -                                     | 367                                   | 210                                   | 165                                   | 159                                   | 193                                   | 120                                   | 146                                   | 140                                   | 124                                   |